# Joachim Ngongo
Joachim Ngongo (Brussel, 6 juli 2000) is een Belgisch voetballer die onder contract ligt bij FCV Dender EH.

## Carrière
Ngongo werd geboren in Brussel. Op zijn tweede verhuisde hij naar Asse. Ngongo begon zijn jeugdopleiding bij Asse-Zellik 2002. Hij werd er opgepikt door RSC Anderlecht, waar hij enkel bij de provinciale jeugd speelde. Uiteindelijk zette hij zijn jeugdopleiding verder bij FCV Dender EH, waar hij in 2018 zijn officiële debuut maakte in het eerste elftal. In 2022 promoveerde hij met de club naar Eerste klasse B.
3 Pupe ·
4 Goncalves ·
5 Fila ·
6 Masangu ·
7 M'Barki ·
8 Van Oudenhove ·
9 Lallemand ·
10 Hens ·
11 Scheidler ·
13 Devriendt ·
15 Fofana ·
16 Kvet ·
17 Yahaya ·
18 Rôdes ·
19 Akman ·
20 Hrncar ·
21 Cools ·
22 Ruyssen ·
23 Acquah ·
24 Viltard ·
26 Oratmangoen ·
30 Dietsch ·
34 Verrips ·
53 Sylla ·
77 Nsimba ·
88 Ferraro ·
90 Berte ·
98 Soladio ·
Coach: Euvrard